# Edpercivalia oriens
Edpercivalia oriens là một loài Trichoptera trong họ Hydrobiosidae. Chúng phân bố ở miền Australasia.